# Абдуллаев, Муминжон Рустамович
Муминжон Рустамович Абдуллаев (узб. Mo'minjon Abdullaev; 24 декабря 1989 года, Булунгурский район, Самаркандская область, Узбекская ССР, СССР) — узбекский борец греко-римского стиля, член сборной Узбекистана. Трижды призёр Чемпионатов Азии, серебряный призёр Игр исламской солидарности и Азиатских игр в помещении. В 2018 году на Летних Азиатских играх завоевал золото. Участник трёх Олимпиад.

## Карьера
В 2010 году на чемпионате Азии в Нью-Дели (Индия) в весовой категории до 96 кг завоевал бронзовую медаль.
В 2011 году на чемпионате мира в Стамбуле (Турция) в весовой категории до 120 кг проиграл в 1/32 финала немецкому борцу Нико Шмидту.
В 2012 году на XXX Летних Олимпийских играх в Лондоне (Великобритания) в 1/8 финала проиграл американскому борцу Дремиэль Байерсу. После олимпийских игр допинг проба Муминжона Абдуллаева оказалась положительной и был обнаружен нандролон (анаболический стероид), после чего его отстранили от игр на два года до 20 ноября 2014 года.
В 2016 году на XXXI Летних Олимпийских играх в Рио-де-Жанейро в 1/8 финала проиграл российскому борцу Сергею Семенову, будущему бронзовому призёру.
В 2017 году на чемпионате Азии в Нью-Дели (Индия) в весовой категории до 130 кг завоевал бронзовую медаль. В этом же году на Играх исламской солидарности в Баку (Азербайджан) и на Азиатских играх по боевым искусствам и состязаниям в помещениях в Ашхабаде (Туркменистан) завоевал серебряные медали.
В 2018 году на Летних Азиатских играх в Джакарте (Индонезия) в весовой категории до 130 кг в финале одержал победу над казахстанским борцом Нурмаханом Тиналиевым со счётом 8:0 и завоевал золотую медаль игр. В этом же году на чемпионате Азии в Бишкеке (Кыргызстан) в весовой категории до 130 кг в финале проиграл иранцу Бехнам Алиакбар Мехдизадех Арпатапех и завоевал серебряную медаль.
В 2019 году на чемпионате мира в Нур-Султане (Казахстан) в четвертьфинале проиграл иранцу Амиру Гасеми со счётом 3:1. В этом же году на чемпионате Азии в Сиань (Китай) в финале снова проиграл иранцу Амиру Гасеми и завоевал серебряную медаль.
В 2021 году на азиатском квалификационном турнире в Алма-Ате (Казахстан) в весовой категории до 130 кг в полуфинале одержал победу со счётом 9:0 над китайцем Линг Дже Мёном и таким образом выиграл лицензию на Летние Олимпийские игры.